# معزوب سعد عبيد

تعديل مصدري - تعديل

معزوب سعد عبيد هي إحدى قرى عزلة جعار بمديرية خنفر التابعة لمحافظة أبين، بلغ تعداد سكانها 28 نسمة حسب تعداد اليمن لعام 2004.